# Wilhelm Willemer (General)
Wilhelm Willemer-Brösen (* 13. Januar 1905; † 27. Januar 1967) war ein deutscher Offizier, zuletzt Brigadegeneral der Bundeswehr.
Willemer begann seine militärische Karriere im Infanterieregiment I. Nach verschiedenen Verwendungen nahm er 1940 am 1. Generalstabslehrgang in Dresden teil. Im Zweiten Weltkrieg war er u. a. Dritter (Ic) und Zweiter Generalstabsoffizier (Ib) der 87. Infanterie-Division, Erster Generalstabsoffizier (Ia) der 15. Infanteriedivision und Chef des Generalstabs des XVII. Armeekorps der Wehrmacht. Er wurde mit dem Deutschen Kreuz in Gold ausgezeichnet. Der Oberst i. G. geriet schließlich in britische Kriegsgefangenschaft.
Willemer war nach 1945 für die US-amerikanische Operational History (German) Section tätig: Von 1951 bis 1955 war er Mitglied der Control Group und des Autorenkreises um Franz Halder. Überdies gehörte er dem Arbeitskreis für Wehrforschung (AfW) an.
1956 wurde er in das Heer der Bundeswehr übernommen. Von 1957 bis 1959 war er Kommandeur der Heeresoffizierschule II in Husum (bzw. ab 1958 in Hamburg). Von 1959 bis 1964 war er Leiter der Abteilung Heer an der Führungsakademie der Bundeswehr (FüAkBw) in Hamburg. 1965 trat der Brigadegeneral (ab 1964) in den Ruhestand.

## Schriften (Auswahl)
- Die 15. Infanterie-Division im Zweiten Weltkrieg. Wiesbaden 1968.